# Eberhard Schunck

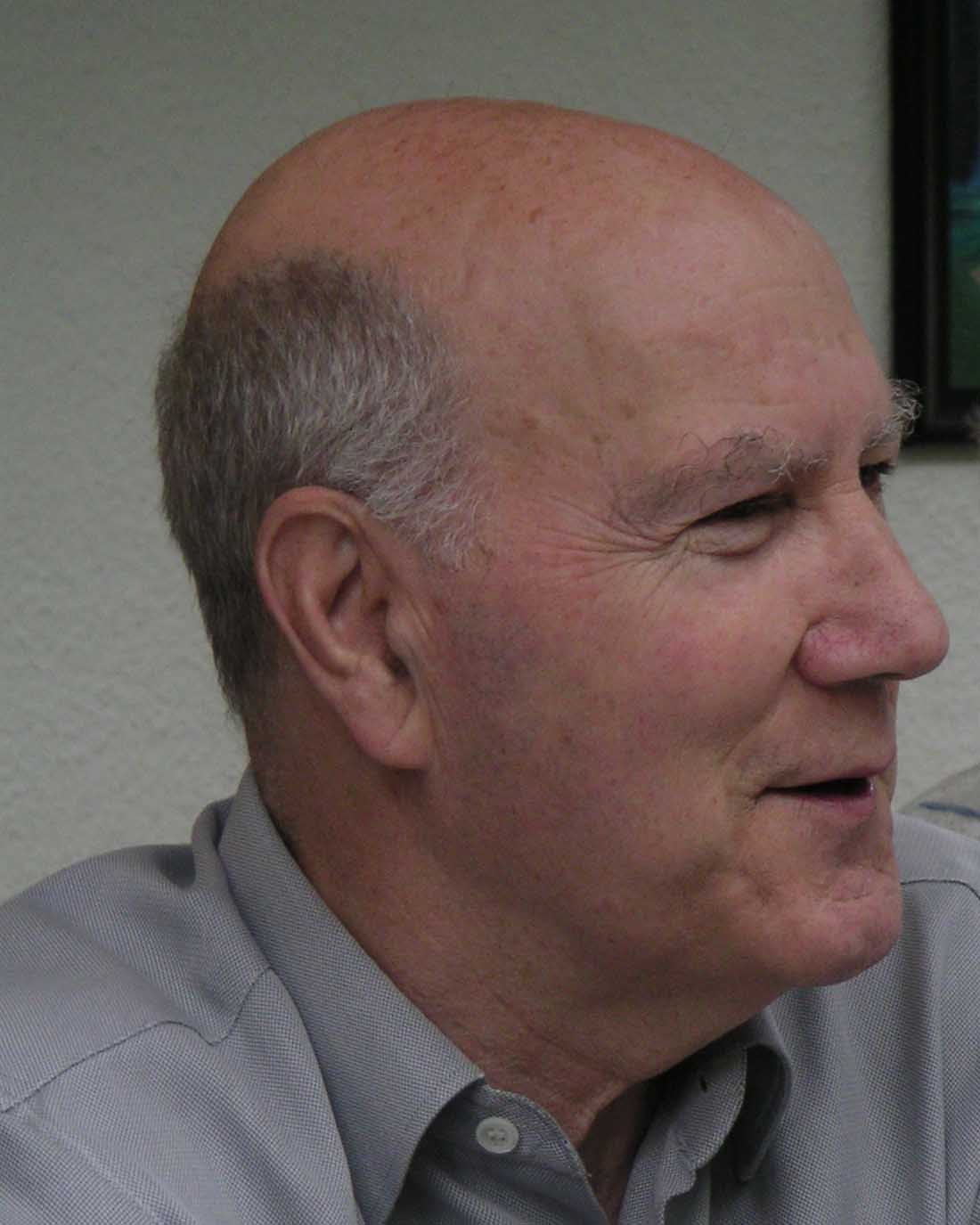
Eberhard Schunck (2006)

Eberhard Schunck (* 21. April 1937 in Augsburg; † 13. März 2023 in München) war ein deutscher Architekt und Universitätsprofessor.

## Werdegang
Auf den Schulbesuch in Augsburg folgte das Studium der Architektur an der Technischen Universität München von 1956 bis 1961. Nach Mitarbeit im Büro  Gerhard Weber eröffnete Eberhard Schunck 1967 sein eigenes Architekturbüro. Nach Lehraufträgen u. a. an der Universität Stuttgart erfolgte 1982 die Berufung zum Professor an die Fachhochschule Augsburg und 1984 an die Universität Stuttgart. Von 1992 bis zur Pensionierung 2002 war Eberhard Schunck Ordinarius am Lehrstuhl für Baukonstruktion an der Fakultät für Bauingenieurwesen der TU München. Sein Anliegen war die Verbindung der Ausbildung von Bauingenieuren und Architekten. Durch die Einbindung in die Architekturfakultät als Entwurfslehrer betreute er Entwürfe, die von Architekten und Ingenieuren gemeinsam bearbeitet wurden. Durch die Organisation regelmäßiger Vorträge über die Geschichte des Bauingenieurwesens in Stuttgart und München und deren Dokumentation in der Reihe Materialien zur Geschichte des Bauingenieurwesens trug er dazu bei, das Geschichtsbewusstsein der jungen Bauingenieure zu stärken. Seine Architektur ist sachlich, konstruktiv ausgerichtet und geht immer auf die gegebene Situation ein. Sie lebt von der bestimmenden Kraft der tragwerkrelevanten Bauteile und von der sorgfältigen Durcharbeitung im Detail. Seine Bauwerke lassen sich durch die Aufnahme zeitgemäßer Elemente gut in ihre Planungszeit einordnen, vermeiden aber modische Zutaten. Neben seinen architektonischen Werken wurde Eberhard Schunck durch sein Standardwerk Dachatlas geneigte Dächer international bekannt. Es wurde in sieben Sprachen (u. a. ins Chinesische) übersetzt.
Privates
Eberhard Schunck heiratete 1963, hatte zwei Kinder und lebte in München.
Eberhard Schunck war maßgeblich an der Gründung der Genossenschaft Olywelt eG beteiligt und deren erster Vorsitzender des Vorstands von 2011 bis 2017. Genossenschaft hat das Ziel, die Infrastruktur in der Ladenzeile im Olympiadorf in München zu erhalten.

## Bauten

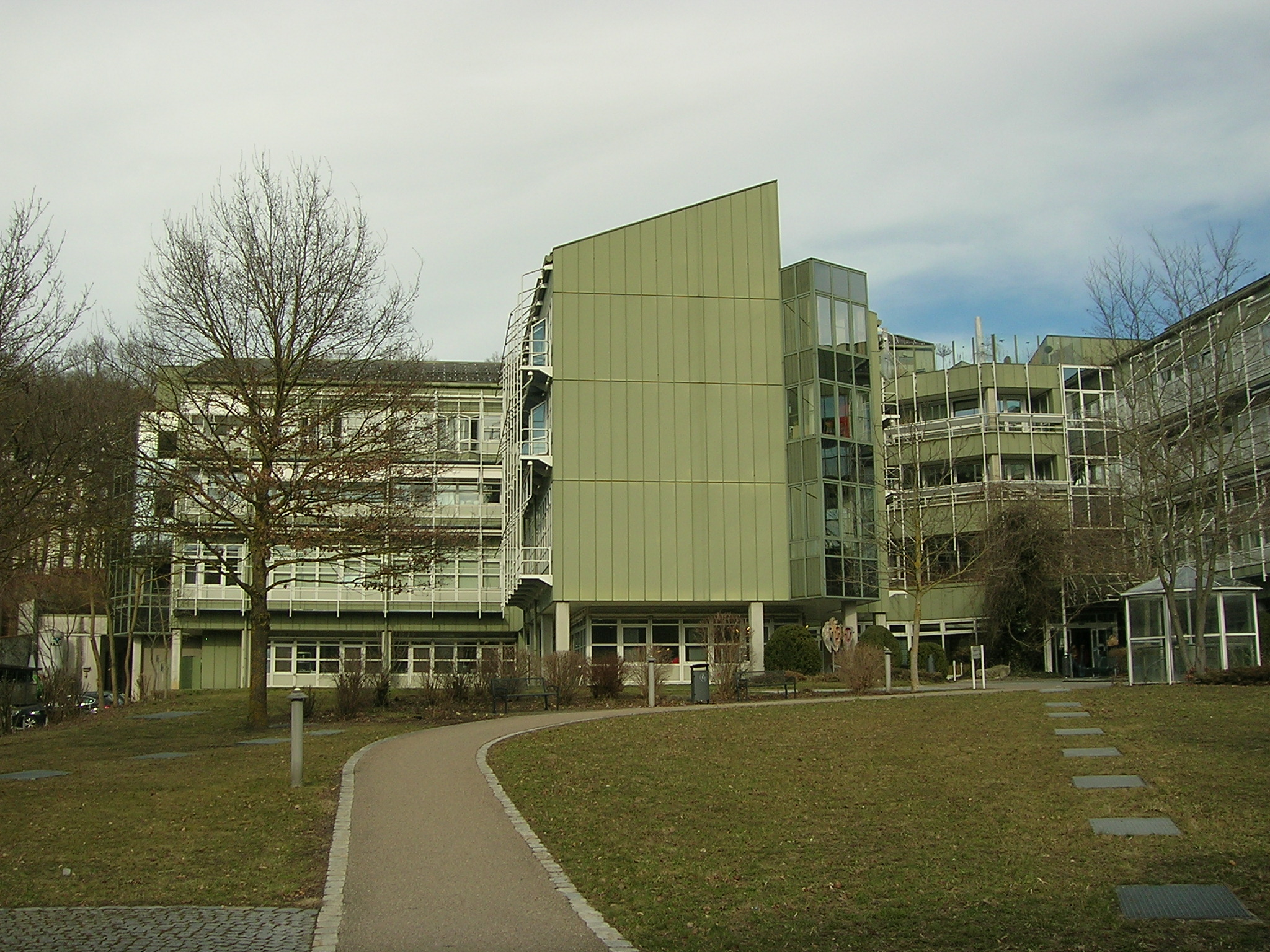
Kreiskrankenhaus Eichstätt

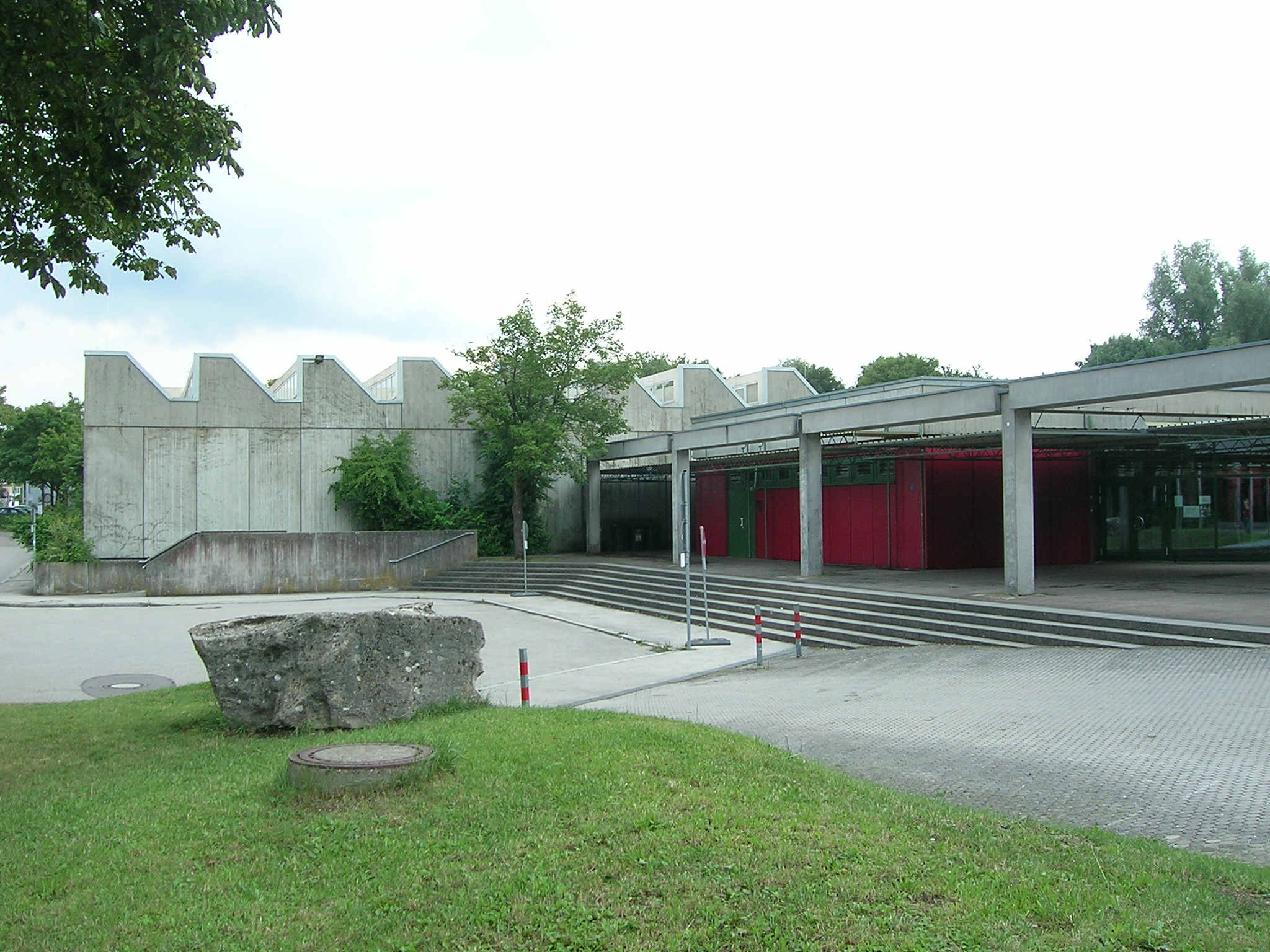
Turnhalle, Eichstätt

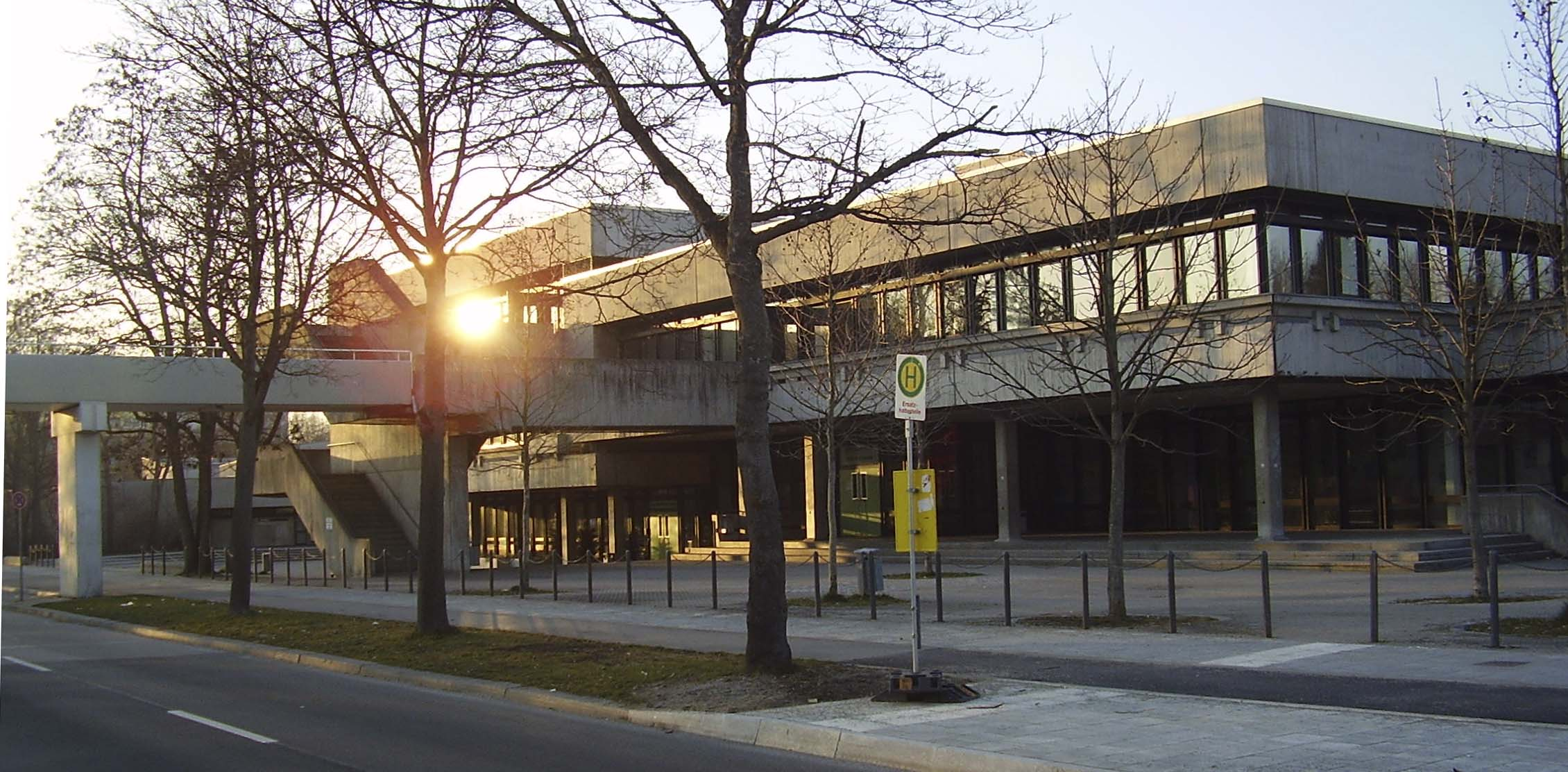
Werner-von-Siemens-Gymnasium

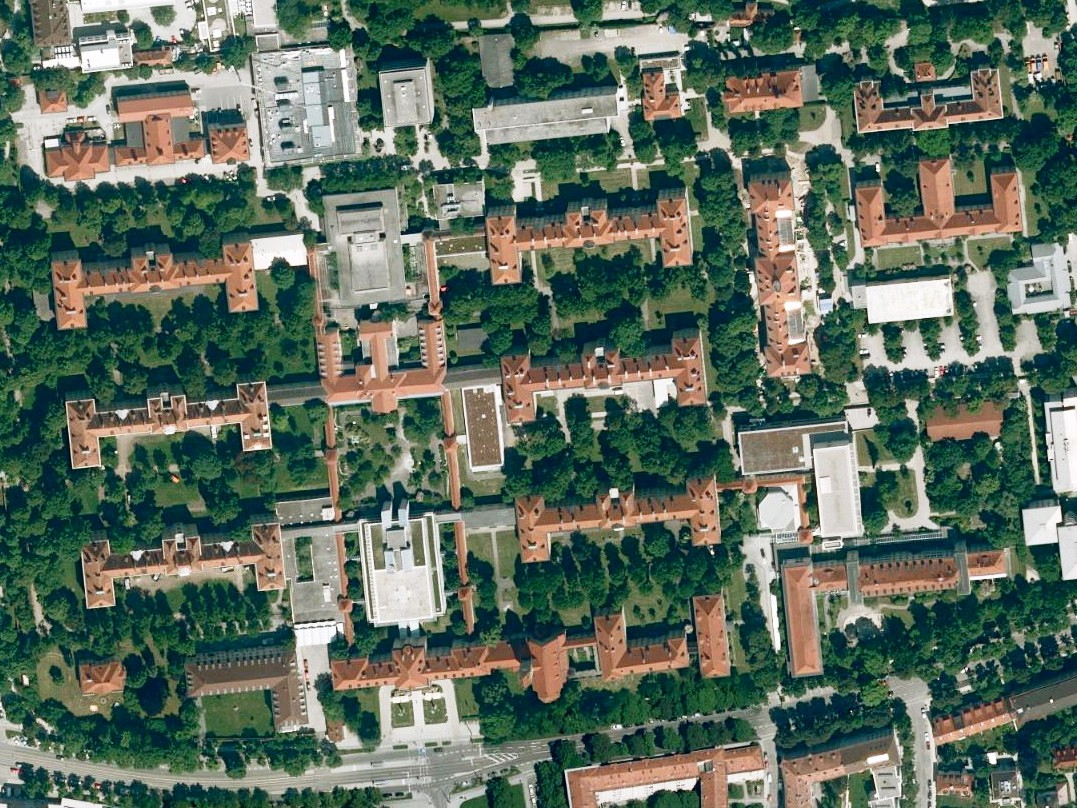
Klinikum Schwabing, Südlicher Funktionsbau mit Hubschrauberlandeplatz auf dem Dach

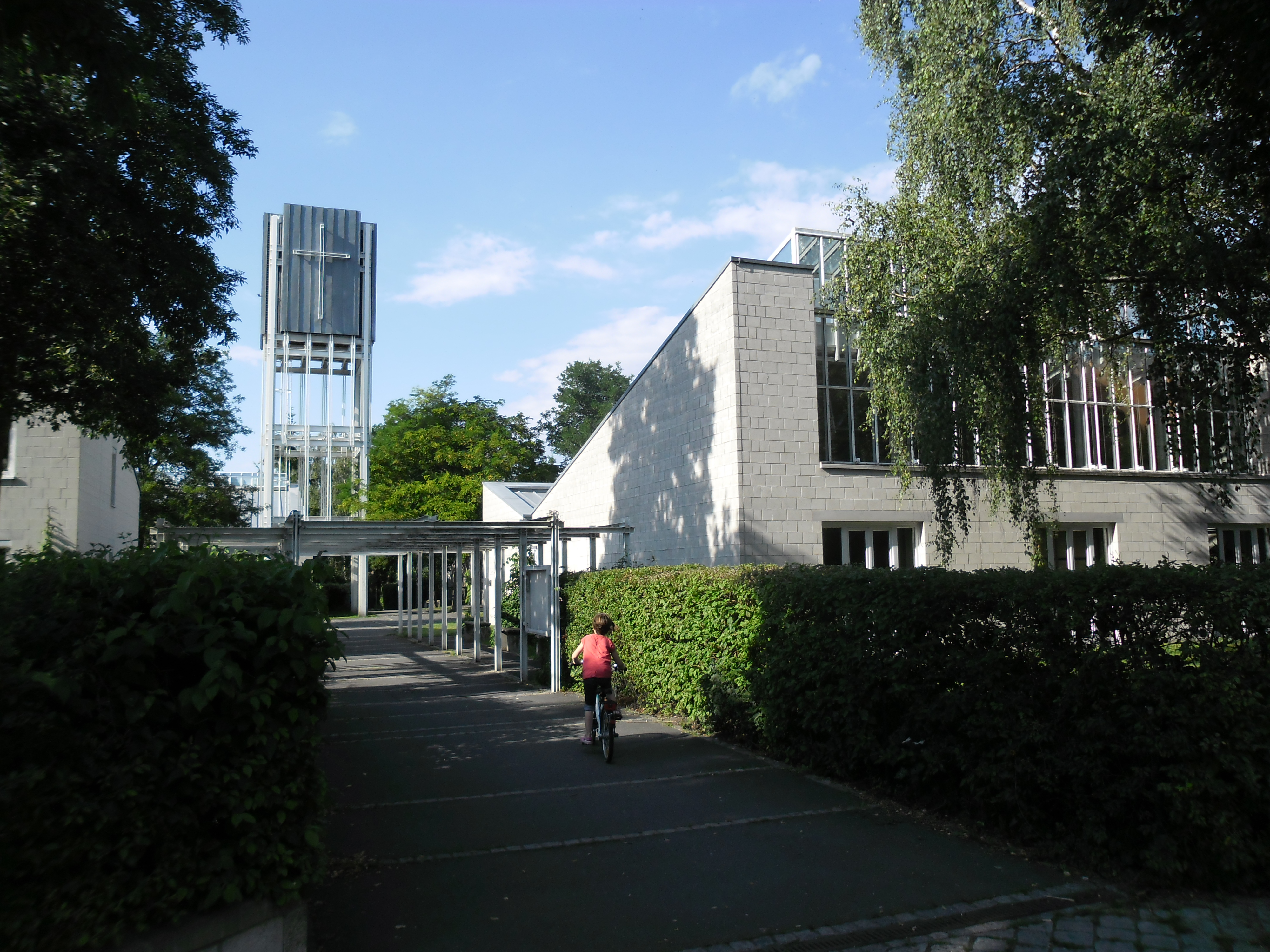
Kirchenzentrum Langwasser

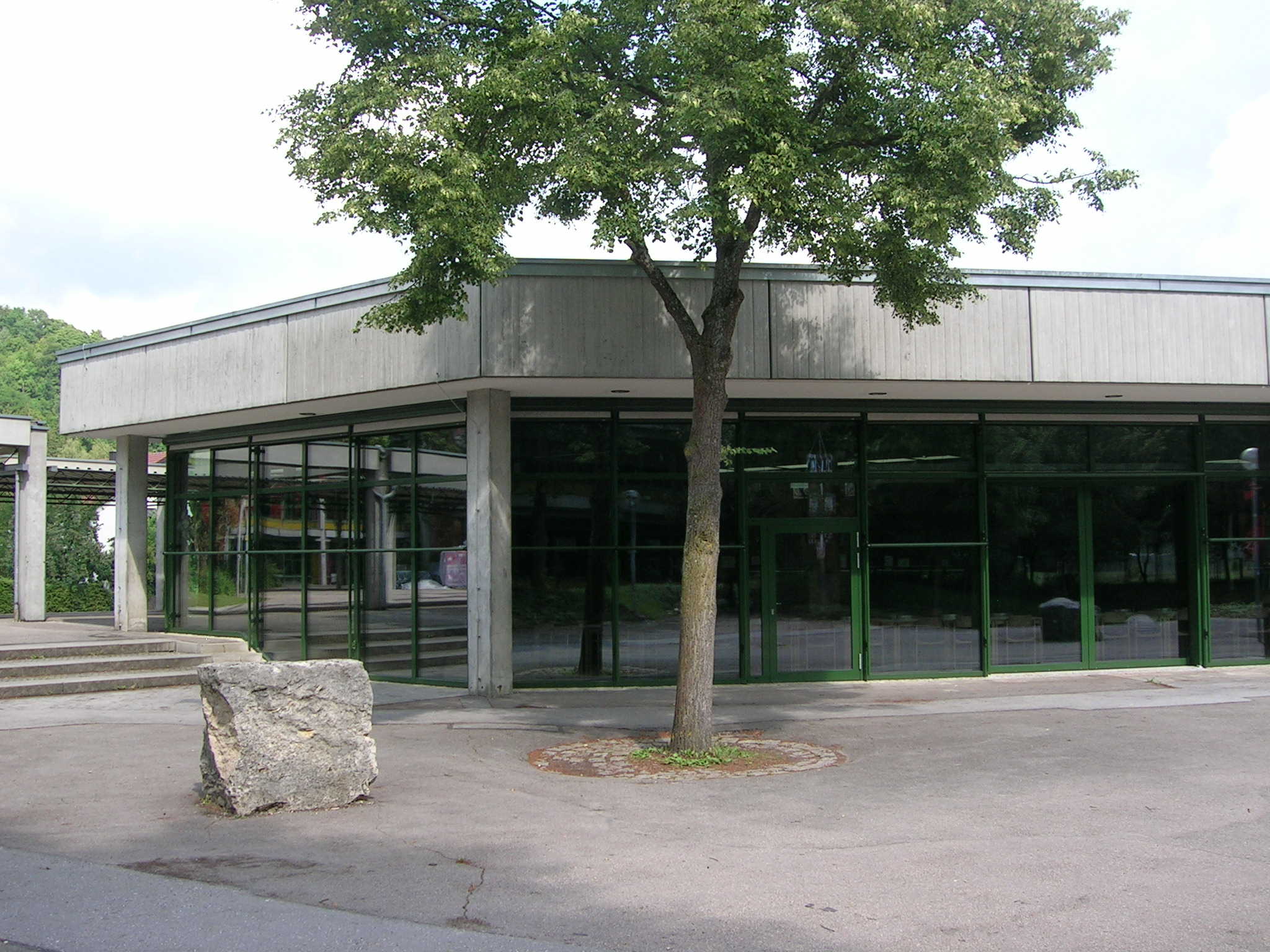
Mensa, Eichstätt

- 1968–1972: Gemeindezentrum Schwaig Evangelische Thomasgemeinde
- 1972–1975: Schulzentrum Perlach Nord, Quiddestrasse, darunter Städtisches Werner-von-Siemens-Gymnasium mit Bernhard von Busse und Landschaftsarchitekt Gerhart Teutsch
- 1973–1975: Verbandschule, Zusmarshausen
- 1975–1977: Willibald-Gymnasium, Eichstätt mit Landschaftsarchitekt Gerhart Teutsch, Lichtplaner Walter Bamberger und Ingenieur Reinhard Martinka
- 1979–1982: Kreiskrankenhaus Eichstätt mit Schuster-Pechtold und Lichtplaner Walter Bamberger[3]
- 1987–1988: Gemeindestützpunkt, Unterhaching
- 1985–1986: Ökumenisches Kirchenzentrum Nürnberg-Langwasser, darunter Martin-Niemöller-Kirche und St. Maximilian Kolbe
- 1986–1988: Rathaus Garching
- 1994–1999: Klinikum Schwabing Südlicher Funktionsbau mit Schuster Pechtold
- 1992–1993: Sprachheilschule Eichstätt mit Ingenieure Martinka + Grad[4]
- 1993–2005: Schulzentrum, Poing
- 2004–2005: Autobahnlärmschutz, Bayreuth-Laineck (Einhausung)
- 2000–2008: Grundschule Alte Allee (heute: An der Schäferwiese)
- 1998–2004: Tiefgarage und Konferenzzentrum Bamberg an der Konzerthalle
- 2001–2002: Förderzentrum, Pulling
- 2006–2009: Fußgängerbrücke, Schramberg

## Ehrungen und Preise
- 1979: Anerkennung – BDA-Preis Bayern für Schulzentrum, Eichstätt
- 1987: Architekturpreis der Stadt Nürnberg für Kirchenzentrum Nürnberg-Langwasser
- 1989: Anerkennung – BDA-Preis Bayern für Kirchenzentrum, Nürnberg-Langwasser
- 1989: Architekturpreis Beton für Kirchenzentrum, Nürnberg-Langwasser[5]
- 1989: Anerkennung – Deutscher Architekturpreis für Kirchenzentrum Nürnberg-Langwasser
- 1995: Architekturpreis Beton für Sprachheilschule Eichstätt[6]
- 2003: Fassadenpreis der Landeshauptstadt München für Büro- und Wohngebäude Pettenkoferstraße Münchner Verein
- Städtisches Werner-von-Siemens-Gymnasium ist Baudenkmal von Perlach

## Ehemalige Mitarbeiter
- Jörg Homeier[7]

## Wichtige Publikationen
- 1989: Heinz Isler Schalen, mit Eckehard Ramm, Karl Krämerverlag Stuttgart
- 1991: Dachatlas geneigte Dächer, Herausgeber und Hauptautor mit T.Finke, R.Jenisch und H.J. Oster, Institut für internationale Architekturdokumentation München. Übersetzung  Italienisch
- 2002: Dachatlas geneigte Dächer, Neubearbeitung, Herausgeber und Hauptautor mit H.J.Oster, R. Barthel und K. Kießl, Institut für internationale Architekturdokumentation, München. Übersetzungen in Englisch, Chinesisch, Polnisch, Slowakisch, Tschechisch, Serbisch
- 2010: Flachdachatlas, mit K. Sedlbauer, R. Barthel und Künzel, Institut für Internationale Architekturdokumentation, München . Übersetzung Englisch